# Championnat du monde des voitures de sport 1987
Navigation
Édition précédente Édition suivante
Le Championnat du monde des voitures de sport 1987 est la 35e saison du Championnat du monde des voitures de sport (WSC) FIA. Il est réservé pour les voitures du Groupe C classées en deux catégories : C1 et C2. La catégorie GTP est invitée et permet aux voitures spécifiques IMSA de prendre part à ce championnat qui s'est couru du 22 mars 1987 au 27 septembre 1987, comprenant dix courses. Jaguar a remporté 8 courses et Porsche 2.

## Calendrier
| Manche | Course                                        | Circuit                      | Participants | Date          |
| ------ | --------------------------------------------- | ---------------------------- | ------------ | ------------- |
| 1      | 360 km de Jarama - Grand Premio Fortuna       | Circuit permanent du Jarama  | 17           | 22 mars       |
| 2      | 1 000 km de Jerez                             | Circuit permanent de Jerez   | 20           | 29 mars       |
| 3      | 1 000 km de Monza                             | Autodromo Nazionale di Monza | 24           | 12 avril      |
| 4      | 1 000 km de Silverstone - Autoglass           | Circuit de Silverstone       | 26           | 10 mai        |
| 5      | 24 Heures du Mans                             | Le Mans                      | 48           | 13 au 14 juin |
| 6      | 200 Miles du Norisring - ADAC                 | Norisring                    | 24           | 28 juin       |
| 7      | 1 000 km de Brands Hatch - Shell Gemini       | Circuit de Brands Hatch      | 27           | 26 juillet    |
| 8      | 1 000 km du Nürburgring - ADAC 1000-km-Rennen | Nürburgring                  | 29           | 30 août       |
| 9      | 1 000 km de Spa - Kouros                      | Circuit de Spa-Francorchamps | 32           | 13 septembre  |
| 10     | 1 000 km de Fuji                              | Fuji Speedway                | 37           | 27 septembre  |

## Résultats de la saison

### Attribution des points
Les points sont distribués aux dix premiers de chaque course dans l'ordre de 20-15-12-10-8-6-4-3-2-1 points, toutefois :
- Les pilotes qui ne conduisent pas la voiture dans un certain pourcentage de tours dans une course n'ont pas droit aux points.
- Les constructeurs ne reçoivent les points que de leur voiture la mieux classée, les autres voitures du même constructeur ne marquant aucun point, cependant les points sont attribués aux pilotes de ces voitures.
- Le pilote et les équipes ne marquent pas de points s'ils n'accomplissent pas 90 % de la distance du vainqueur.

### Courses
| Manche | Circuit           | Équipe vainqueur C1                        | Équipe vainqueur C2                           | Résultats |
| Manche | Circuit           | Pilote vainqueur C1                        | Pilote vainqueur C2                           | Résultats |
| ------ | ----------------- | ------------------------------------------ | --------------------------------------------- | --------- |
| 1      | Jarama            | Silk Cut Jaguar                            | Spice Engineering                             | Résultats |
| 1      | Jarama            | Jan Lammers John Watson                    | Gordon Spice Fermín Vélez                     | Résultats |
| 2      | Jerez             | Silk Cut Jaguar                            | Spice Engineering                             | Résultats |
| 2      | Jerez             | Eddie Cheever Raul Boesel                  | Gordon Spice Fermín Vélez                     | Résultats |
| 3      | Monza             | Silk Cut Jaguar                            | Spice Engineering                             | Résultats |
| 3      | Monza             | Jan Lammers John Watson                    | Gordon Spice Fermín Vélez                     | Résultats |
| 4      | Silverstone       | Silk Cut Jaguar                            | Ecurie Ecosse                                 | Résultats |
| 4      | Silverstone       | Eddie Cheever Raul Boesel                  | Ray Mallock David Leslie                      | Résultats |
| 5      | Le Mans           | Rothmans Porsche AG                        | Spice Engineering                             | Résultats |
| 5      | Le Mans           | Hans Joachim Stuck Derek Bell Al Holbert   | Gordon Spice Fermín Vélez Philippe de Henning | Résultats |
| 6      | Norisring         | Richard Lloyd Racing                       | Spice Engineering                             | Résultats |
| 6      | Norisring         | Mauro Baldi Jonathan Palmer                | Gordon Spice Fermín Vélez                     | Résultats |
| 7      | Brands Hatch      | Silk Cut Jaguar                            | Ecurie Ecosse                                 | Résultats |
| 7      | Brands Hatch      | Raul Boesel John Nielsen                   | Ray Mallock David Leslie                      | Résultats |
| 8      | Nürburgring       | Silk Cut Jaguar                            | Cosmic GP Motorsports                         | Résultats |
| 8      | Nürburgring       | Eddie Cheever Raul Boesel                  | Costas Los Dudley Wood                        | Résultats |
| 9      | Spa-Francorchamps | Silk Cut Jaguar                            | Spice Engineering                             | Résultats |
| 9      | Spa-Francorchamps | Raul Boesel Martin Brundle Johnny Dumfries | Gordon Spice Fermín Vélez                     | Résultats |
| 10     | Fuji              | Silk Cut Jaguar                            | Spice Engineering                             | Résultats |
| 10     | Fuji              | Jan Lammers John Watson                    | Gordon Spice Fermín Vélez                     | Résultats |

### Championnat du monde des écuries
Il y a deux classements, un premier pour toutes les catégories et un deuxième pour la catégorie C2 uniquement.

#### Classement toutes catégories C1-C2-GTP
| Pos | Écurie                         | Châssis                  | JAR | JER | MON | SIL | LMS | NOR | BHC | NÜR | SPA | FUJ | Total |
| --- | ------------------------------ | ------------------------ | --- | --- | --- | --- | --- | --- | --- | --- | --- | --- | ----- |
| 1   | Silk Cut Jaguar                | Jaguar XJR-8             | 1   | 1   | 1   | 1   | 5   | 4   | 1   | 1   | 1   | 1   | 178   |
| 2   | Brun Motorsport                | Porsche 962C             | 5   | 6   | 3   | 5   | Ret | 2   | 5   | 3   | 3   | 4   | 91    |
| 3   | Rothmans Porsche AG            | Porsche 962C             | 2   | 3   | 2   | 3   | 1   | Ret |     |     |     |     | 74    |
| 4   | Joest Racing                   | Porsche 962C             |     |     | 4   |     | Ret | 3   | 4   | 2   | 5   | 5   | 61    |
| 5   | Richard Lloyd Racing           | Porsche 962C GTi         | 8   | Ret | Ret | Ret | Ret | 1   | 2   | 5   | Ret | 3   | 58    |
| 6   | Porsche Kremer Racing          | Porsche 962C             | 4   | 2   |     | Ret | 4   | NC  | 6   | 14  | Ret | 12  | 41    |
| 7   | Spice Engineering              | Spice SE86C Spice SE87C  | 9   | 4   | 7   | 7   | 6   | 6   | 8   | DSQ | 10  | 8   | 39    |
| 8   | Primagaz Competition           | Cougar C20B Porsche 962C |     |     | 9   | Ret | 2   | 5   |     | 7   | 9   |     | 31    |
| 9   | Swiftair Ecurie Ecosse         | Ecosse C286              | 11  | 5   | 8   | 6   | 8   | 7   | 7   | 11  | 12  | 14  | 28    |
| 10  | Mazdaspeed                     | Mazda 757                |     |     |     |     | 7   |     |     |     |     | 7   | 8     |
| 11  | Rothmans Porsche Team Schuppan | Porsche 962C             |     |     |     |     |     |     |     |     |     | 6   | 6     |
| 12  | Kouros Sauber Mercedes         | Sauber C9                |     |     |     | Ret | Ret |     |     | Ret | 7   |     | 4     |
| 13  | Cosmik GP Motorsport           | Tiga GC287               |     |     |     | NC  | 9   | DSQ | Ret | 9   | Ret | Ret | 4     |
| 14  | Kelmar Racing Tiga             | Tiga GC85                |     | Ret | Ret | 10  |     | 9   | 12  | 10  | 16  |     | 4     |
| 15  | Victor-Dauer Racing (de)       | Porsche 962C             |     |     |     |     |     | Ret |     | 8   |     |     | 3     |
| 16= | From-A Porsche                 |                          |     |     |     |     |     |     |     |     |     | 9   | 2     |
| 16= | Richard Cleare Racing          | March 85G                |     |     |     | 9   |     |     |     |     |     |     | 2     |
| 18= | Team Tiga Ford Denmark         | Tiga GC287               | 12  | Ret | Ret |     | 10  | 11  | 14  | Ret | Ret | 20  | 1     |
| 18= | URD Junior Team                | URD C81                  | 14  | Ret | 10  | 13  |     | Ret | Ret | 13  |     | Ret | 1     |
| 18= | Nisseki Trust Racing Team (en) | Porsche 962C             |     |     |     |     |     |     |     |     |     | 10  | 1     |

| Couleur | Résultat                     |
| ------- | ---------------------------- |
| Or      | Vainqueur                    |
| Argent  | 2e place                     |
| Bronze  | 3e place                     |
| Vert    | Terminé, dans les points     |
| Bleu    | Terminé, pas dans les points |
| Violet  | Abandon (Ab.) ou (Ret)       |
| Violet  | Non classé (NC)              |
| Rouge   | Pas qualifié (DNQ)           |
| Noir    | Disqualifié (DSQ)            |
| Blanc   | Pas au départ (DNS)          |
| Blanc   | Forfait (WD)                 |
| Blanc   | N'a pas participé (DNP)      |
| Blanc   | Blessé (INJ)                 |
| Blanc   | Exclu (EX)                   |
| Blanc   | Course annulée (C)           |

#### Classement catégorie C2
| Pos | Écurie                      | Châssis                 | JAR  | JER  | MON  | SIL | LMS  | NOR  | BHC  | NÜR  | SPA  | FUJ  | Total |
| --- | --------------------------- | ----------------------- | ---- | ---- | ---- | --- | ---- | ---- | ---- | ---- | ---- | ---- | ----- |
| 1   | Spice Engineering           | Spice SE86C Spice SE87C | 1    | 1    | 1    | 2   | 1    | 1    | 2    | DSQ  | 1    | 1    | 170   |
| 2   | Swiftair Ecurie Ecosse      | Ecosse C286             | 2    | 2    | 2    | 1   | 2    | 2    | 1    | 3    | 2    | 2    | 157   |
| 3   | Kelmar Racing Tiga          | Tiga GC85               |      | Ret  | Ret  | 4   |      | 4    | 5    | 2    | 6    |      | 49    |
| 4   | Team Tiga Ford Denmark      | Tiga GC287              | 3    | Ret  | Ret  |     | 4    | 5    | 7    | NC   | Ret  | 5    | 46    |
| 5   | Team Lucky Strike Schanche  | Argo JM19B              | Ret  | Ret  | 4    | DNS | Ret  | 6    | 4    | Ret  | 4    |      | 36    |
| 6   | URD Junior Team             | URD C83                 | 5    | Ret  | 3    | 7   |      | Ret  | Ret  | 4    |      | Ret  | 34    |
| 7   | Chamberlain Engineering     | Spice SE86C             |      |      | Ret  | Ret | 8    |      | 6    | 6    | 5    | 4    | 33    |
| 8   | Cosmik GP Motorsport        | Tiga GC287              |      |      |      | NC  | 3    | Abd. | Abd. | 1    | Abd. | Abd. | 32    |
| 9   | Roy Baker Racing            | Tiga GC286              | Abd. | 3    | Abd. | NC  |      |      |      | 5    | Abd. | Abd. | 20    |
| 10  | Automobiles Louis Descartes | ALD 02 ALD 03           |      | Abd. | Abd. | 8   | 5    |      | Abd. | Abd. | 8    |      | 14    |
| 11  | ADA Engineering             | Gebhardt JC843 ADA 02   | 4    | Abd. |      |     |      |      | Abd. |      |      |      | 10    |
| 12  | Charles Ivey Racing         | Tiga GC287              | Abd. |      | Abd. | 5   | Abd. |      | Abd. | NC   | 11   |      | 8     |
| 13  | Dune Motorsport             | Tiga GC287              |      |      | Abd. | 6   | Abd. |      |      |      | Abd. |      | 6     |
| 14  | Ark Racing Ceekar           | Ceekar 83J              |      |      |      |     |      |      | Abd. |      | 7    |      | 4     |
| 15  | CEE Sports Racing           | Tiga GC286              |      |      |      |     | DNQ  |      | 9    |      | Abd. |      | 2     |

| Couleur | Résultat                     |
| ------- | ---------------------------- |
| Or      | Vainqueur                    |
| Argent  | 2e place                     |
| Bronze  | 3e place                     |
| Vert    | Terminé, dans les points     |
| Bleu    | Terminé, pas dans les points |
| Violet  | Abandon (Ab.) ou (Ret)       |
| Violet  | Non classé (NC)              |
| Rouge   | Pas qualifié (DNQ)           |
| Noir    | Disqualifié (DSQ)            |
| Blanc   | Pas au départ (DNS)          |
| Blanc   | Forfait (WD)                 |
| Blanc   | N'a pas participé (DNP)      |
| Blanc   | Blessé (INJ)                 |
| Blanc   | Exclu (EX)                   |
| Blanc   | Course annulée (C)           |

### Championnat du monde des pilotes
Il y a deux classements, un premier pour toutes les catégories et un deuxième pour la catégorie C2 uniquement. Seuls les sept meilleurs résultats sont pris en compte.

#### Classement toutes catégories C1-C2-GTP
| Pos | Pilote             | Écurie                 | JAR | JER  | MON  | SIL  | LMS  | NOR  | BHC | NÜR  | SPA  | FUJ | Total |
| --- | ------------------ | ---------------------- | --- | ---- | ---- | ---- | ---- | ---- | --- | ---- | ---- | --- | ----- |
| 1   | Raul Boesel        | Silk Cut Jaguar        | 3   | 1    | Abd. | 1    | (5)  | (4)  | 1   | 1    | 1    | 2   | 127   |
| 2=  | John Watson        | Silk Cut Jaguar        | 1   | Abd. | 1    | 2    | Abd. | Abd. | 3   | Abd. | 2    | 1   | 102   |
| 2=  | Jan Lammers        | Silk Cut Jaguar        | 1   | Abd. | 1    | 2    | (4)  | Abd. | 3   | Abd. | 2    | 1   | 102   |
| 4   | Eddie Cheever      | Silk Cut Jaguar        | 3   | 1    |      | 1    | 5    | 4    |     | 1    | 4    |     | 100   |
| 5=  | Derek Bell         | Rothmans Porsche       | 2   | 3    | 2    | 3    | 1    | Abd. | 4   | 2    | (5)  | (6) | 99    |
| 5=  | Hans-Joachim Stuck | Rothmans Porsche       | 2   | 3    | 2    | 3    | 1    | Abd. | 4   | 2    | (5)  |     | 99    |
| 7   | Oscar Larrauri     | Brun Motorsport        | 5   | 7    | Abd. | Abd. | Abd. | 2    | 5   | 3    | 3    | 4   | 69    |
| 8=  | Mauro Baldi        | Britten - Lloyd Racing | 8   | Abd. | Abd. | Abd. |      | 1    | 2   | 5    | Abd. | 3   | 58    |
| 8=  | Jochen Mass        | Rothmans Porsche       |     | Abd. | 6    | 4    |      | (2)  | (5) | 3    | 3    | 4   | 58    |
| 10= | Johnny Dumfries    | ...                    |     |      |      | 8    | Abd. | Abd. | 2   | Abd. | 1    | 2   | 50    |

| Couleur | Résultat                     |
| ------- | ---------------------------- |
| Or      | Vainqueur                    |
| Argent  | 2e place                     |
| Bronze  | 3e place                     |
| Vert    | Terminé, dans les points     |
| Bleu    | Terminé, pas dans les points |
| Violet  | Abandon (Ab.) ou (Ret)       |
| Violet  | Non classé (NC)              |
| Rouge   | Pas qualifié (DNQ)           |
| Noir    | Disqualifié (DSQ)            |
| Blanc   | Pas au départ (DNS)          |
| Blanc   | Forfait (WD)                 |
| Blanc   | N'a pas participé (DNP)      |
| Blanc   | Blessé (INJ)                 |
| Blanc   | Exclu (EX)                   |
| Blanc   | Course annulée (C)           |

#### Classement catégorie C2
| Pos | Pilote            | Écurie                     | JAR  | JER  | MON  | SIL | LMS  | NOR  | BHC  | NÜR  | SPA  | FUJ  | Total |
| --- | ----------------- | -------------------------- | ---- | ---- | ---- | --- | ---- | ---- | ---- | ---- | ---- | ---- | ----- |
| 1=  | Gordon Spice      | Spice Engineering          | 1    | 1    | 1    | (2) | 1    | 1    | (2)  | DSQ  | 1    | 1    | 140   |
| 1=  | Fermín Vélez      | Spice Engineering          | 1    | 1    | 1    | (2) | 1    | 1    | (2)  | DSQ  | 1    | 1    | 140   |
| 3=  | Ray Mallock       | Ecurie Ecosse              | 2    | 2    | 2    | 1   | 2    | 2    | 1    | Abd. | (3)  | (2)  | 115   |
| 3=  | David Leslie      | Ecurie Ecosse              | 2    | 2    | 2    | 1   | 2    | 2    | 1    | Abd. | (3)  | (2)  | 115   |
| 5   | Mike Wilds        | Ecurie Ecosse              | 4    | Abd. |      | 3   | Abd. | Abd. | 3    | 3    | 2    | 3    | 73    |
| 6   | Marc Duez         | Ecurie Ecosse              |      |      |      |     | 2    |      | 3    |      | 2    | 3    | 54    |
| 7   | Thorkild Thyrring | Team Tiga Ford Denmark     | 3    | Abd. | Abd. |     | 4    | 5    | 7    | NC   | Abd. | 5    | 46    |
| 8   | Costas Los        | Cosmik/Roy Baker Racing    | Abd. | 3    | Abd. | NC  | 3    | Abd. | Abd. | 1    | Abd. | Abd. | 44    |
| 9   | Ranieri Randaccio | Kelmar Racing Tiga         |      | Abd. | Abd. | 4   |      | 4    | 5    | 2    |      |      | 43    |
| 10= | Will Hoy          | Team Lucky Strike Schanche | Abd. | Abd. | 4    | DNS | Abd. | 6    | 4    | Abd. | 4    | Abd. | 36    |
| 10= | Martin Schanche   | Team Lucky Strike Schanche | Abd. | Abd. | 4    | DNS | Abd. | 6    | 4    | Abd. | 4    | Abd. | 36    |

| Couleur | Résultat                     |
| ------- | ---------------------------- |
| Or      | Vainqueur                    |
| Argent  | 2e place                     |
| Bronze  | 3e place                     |
| Vert    | Terminé, dans les points     |
| Bleu    | Terminé, pas dans les points |
| Violet  | Abandon (Ab.) ou (Ret)       |
| Violet  | Non classé (NC)              |
| Rouge   | Pas qualifié (DNQ)           |
| Noir    | Disqualifié (DSQ)            |
| Blanc   | Pas au départ (DNS)          |
| Blanc   | Forfait (WD)                 |
| Blanc   | N'a pas participé (DNP)      |
| Blanc   | Blessé (INJ)                 |
| Blanc   | Exclu (EX)                   |
| Blanc   | Course annulée (C)           |